# Silistra (huyện)
Silistra là một huyện thuộc tỉnh Silistra, Bungaria. Dân số thời điểm năm 2001 là 61942 người.